# Tokugawa Yoshinobu
En aquest nom japonès, el cognom és Tokugawa.
Tokugawa Yoshinobu (徳川 慶喜) (també conegut com a Keiki) (Mito, província de Hitachi (avui prefectura d'Ibaraki), 28 d'octubre del 1837 – Bunkyō, Tòquio, 22 de novembre del 1913). Era el setè fill de Tokugawa Nariaki i el quinzè i últim shōgun del Shogunat Tokugawa.

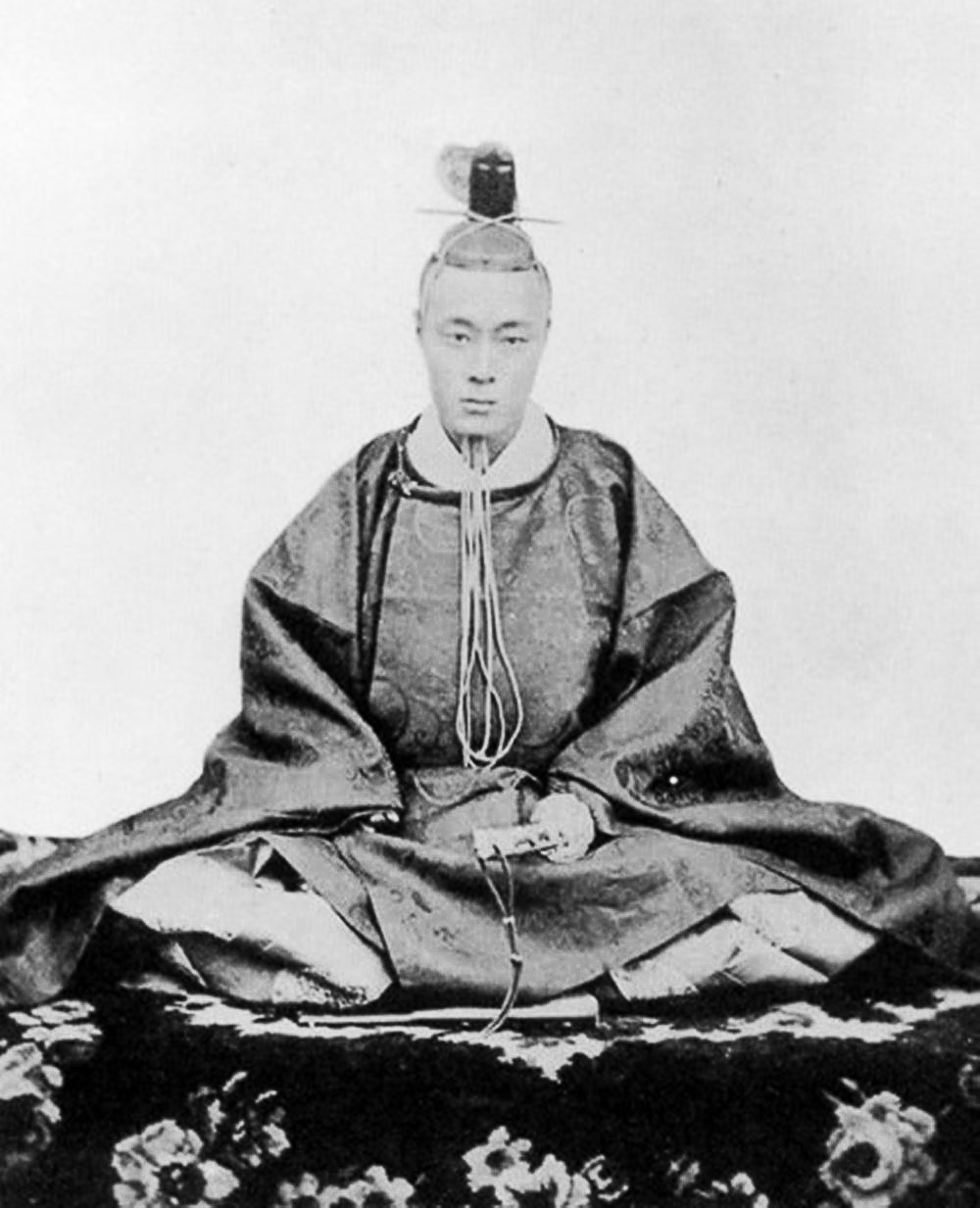
Tokugawa Yoshinobu

El 1866, el shōgun Iemochi va morir, deixant el bakufu (govern) molt dèbil i perdent control, sense un successor prou fort com per poder controlar el país. Tokugawa Keiki va ser recolzat per tots els Tokugawa i els seus aliats amb l'única persona amb l'habilitat i experiència necessari per a accedir al càrrec. Tokugawa Keiki es va convertir en el quinzè Shōgun Tokugawa el 1866, sota el nom de Tokugawa Yoshinobu. Al cap de poc d'accedir Yoshinobu a shōgun, es van iniciar canvis essencials. Es va emprendre una meticulosa revisió del govern per iniciar reformes que reforçarien el govern de Tokugawa assistit pel Segon Imperi Francès, amb la construcció de l'arsenal de Yokosuka sota l'orde de Léonce Verny, i l'enviament d'una missió militar francesa per modernitzar els exèrcits del bakufu. Es va formar un exèrcit i una marina nacional, i la perspectiva era que el Shogunat Tokugawa anés guanyant terreny a través d'unes forces i un poder renovats. A mitjans de 1866, un exèrcit bakufu es va posar en marxa per castigar els rebels al sud del Japó i va ser derrotat.
El 1867, Yoshinobu va renunciar al seu càrrec de shōgun i va atorgar tot el poder a l'emperador. Es podria dir que molts dels poders, obligacions i responsabilitats de l'anterior shōgun va ser assumits per homes que eren coneguts com els "Tres grans nobles" de la primera era Meiji: Okubo Toshimichi, Saigō Takamori i Kido Takayoshi.